# Daniela Reimer
Pour les articles homonymes, voir Reimer.
Daniela Reimer est une rameuse allemande née le 26 septembre 1982 à Potsdam.

## Biographie
Daniela Reimer participe à l'épreuve de deux de couple poids légers aux Jeux olympiques d'été de 2004 à Athènes et remporte la médaille d'argent en compagnie de Claudia Blasberg.

## Palmarès

### Jeux olympiques
- 2004 à Athènes,  Grèce
  -  Médaille d'argent en deux de couple poids légers

### Championnats du monde
- 2010 à Hamilton,  Nouvelle-Zélande
  -  Médaille d'or en quatre de couple poids légers
  -  Médaille d'argent en deux de couple poids légers
- 2005 à Gifu,  Japon
  -  Médaille d'or en deux de couple poids légers

### Championnats d'Europe
- 2010 à Montemor-o-Velho,  Portugal
  -  médaille de bronze en deux de couple poids légers